# Torre de defensa de Can Planes (Sitges)
La torre de defensa de Can Planes és una torrassa del municipi de Sitges (Garraf) declarada bé cultural d'interès nacional. Està situada al Parc del Garraf. També havia rebut la denominació de Can Planes una casa benestant de la mateixa població, aterrada per les bombes de la guerra civil.
Es tracta d'una construcció simple amb una torre de defensa annexa. La masia és de planta baixa amb un pis. Està oberta a una sola vessant, molt poc pronunciada. Al costat de la casa es troba una torre de planta quadrada, a la qual li queden restes de matacans i espitlleres, que han estat engrandides com finestres. La part inferior de la torre està molt malmesa, ja que ha saltat el morter.
Una de les obertures de la torre té els brancals i la llinda de pedra. La porta principal de la casa està feta de dovelles de pedra. La torre és de planta quadrada, amb restes de matacans i d'espitlleres -per bé que reformades en finestres-, i s'hi accedia per una porta adovellada situada a mitjana altura.
Antigament denominada Font de la Gallina, es troba citada ja en el segle xiii, per bé que l'edifici actual és del segle xv o del XVI. Se la vincula amb el sistema defensiu de Campdàsens, i la torre és un edifici protegit.